# François Croizier
Pour les articles homonymes, voir Croizier.

François Croizier est un aide de camp du général Bonaparte, né le 27 octobre 1773 à Riom, fils du procureur au présidial.
Grenadier volontaire au 1er bataillon du Puy-de-Dôme le 18 juillet 1791, lieutenant des grenadiers au 4e bataillon du Puy-de-Dôme le 17 juin 1793. Capitaine au corps provisoire des chasseurs de la Montagne le 3 novembre 1793, promu par Bonaparte chef d'escadron à la suite du 4e régiment de chasseurs le 19 octobre 1797 et confirmé dans ce grade par le Directoire le 18 avril 1798. Il avait remplacé à l'état-major de Bonaparte le jeune Elliot, neveu de Clarke, tué à Arcole. Il fit la campagne d'Égypte, fut mortellement blessé à l'assaut de Saint-Jean d'Acre le 9 mai 1799 et mourut des suites de ses blessures le 4 juin 1799 durant la campagne de Syrie. 
Bonaparte donna son nom à un fort du Caire.
Fidèle au souvenir, l’empereur Napoléon fit placer le buste Croizier, aide-de-camp du général Bonaparte (œuvre de Pierre Petitot, en marbre, hauteur : 0,62 m, exécuté vers 1803, Salon de 1804) dans la salle des maréchaux, aux Tuileries, pendant toute la durée de l’Empire. Le moulage François Croizier, capitaine (1758-1799), (plâtre, 1839, 78 × 64 × 34 cm, Inv. MV 530) commandé par Louis-Philippe et exécuté d'après le buste original par le mouleur François-Henri Jacquet pour les Galeries historiques de Versailles est exposé dans la galerie basse de l'Aile du Midi du château de Versailles. 